# جرمی سوئیفت
جرمی سوئیفت (انگلیسی: Jeremy Swift؛ زادهٔ ۱۹ اکتبر ۱۹۶۰) بازیگر اهل بریتانیا است. وی از سال ۱۹۸۱ میلادی تاکنون مشغول فعالیت بوده‌است.

## گزیدهٔ آثار

### سینما
- صعود ژوپیتر (۲۰۱۵)
- دوئل (۲۰۱۰)
- لطف حیرت‌آور (۲۰۰۶)
- الیور توئیست (۲۰۰۵)
- برای کشتن یک پادشاه (۲۰۰۳)

### تلویزیون
- دانتون ابی (۲۰۱۴–۲۰۱۳)